# Haemaphysalis fossae
Haemaphysalis fossae este o specie de căpușe din genul Haemaphysalis, familia Ixodidae, descrisă de Harry Hoogstraal în anul 1953.
Este endemică în Madagascar. Conform Catalogue of Life specia Haemaphysalis fossae nu are subspecii cunoscute.